# Nothopanus eugrammus
Nothopanus eugrammus är en svampart som först beskrevs av Jean François Montagne, och fick sitt nu gällande namn av Rolf Singer 1944. Nothopanus eugrammus ingår i släktet Nothopanus och familjen Marasmiaceae.   Inga underarter finns listade i Catalogue of Life.